# Шатијон на Марни
Шатијон на Марни (фр. Châtillon-sur-Marne) насеље је и општина у североисточној Француској у региону Шампањ-Арден, у департману Марна која припада префектури Ремс.
По подацима из 2011. године у општини је живело 706 становника, а густина насељености је износила 48,82 становника/km². Општина се простире на површини од 14,46 km². Налази се на средњој надморској висини од 148 метара.

## Демографија
| 1962. | 1968. | 1975. | 1982. | 1990. | 1999. | 2011. |
| ----- | ----- | ----- | ----- | ----- | ----- | ----- |
| 963   | 945   | 913   | 856   | 856   | 843   | 706   |

График промене броја становника у току последњих година